# Julus caesius
Julus caesius är en mångfotingart som beskrevs av Charles Thorold Wood 1867. Julus caesius ingår i släktet Julus och familjen kejsardubbelfotingar. Inga underarter finns listade i Catalogue of Life.